# فین کالویک
فین کالویک (به انگلیسی: Finn Kalvik) (زاده ۳۰ آوریل ۱۹۴۷) خواننده نروژی است.
او در یوروویژن ۱۹۸۱ نماینده نروژ بود.